# دي جي لورد
دي جي لورد (بالإنجليزية: DJ Lord)‏ هو دي جيه أمريكي، ولد في 27 سبتمبر 1962 في سافانا في الولايات المتحدة. وهو أحد أعضاء فرقة بابليك إنيمي.

## وصلات خارجية
- دي جي لورد على موقع ميوزك برينز (الإنجليزية)
- دي جي لورد على موقع ديسكوغز (الإنجليزية)